# Алимпије Поповић
Алимпије Поповић (Нови Сад, 9. децембар 1888 — Нови Сад, 6. октобар 1967) био је прота, први председник МНОО у Новом Саду, писац више радова из историје Новог Сада. Пред крај живота 1960. обрадио је око 600 народних песама – како је сам говорио „ставаљјући ноте у њих“.

## Биографија
Основну школу и гимназију похађао је у Новом Саду. У шестом разреду гимназије у листу „Шестошколац“ цртао је карикатуре професора и ученика. Разредни старешина му је био Стеван Милованов а предавао му је и Ђорђе Дера. Током младости се дружио са оснивачима Ратарског Певачког Друштва у Новом Саду. Имао је ванредно леп глас и прецизан слух који је неговао под надзором нашег познатог учитеља музике Исидора Бајића што му је касније користило на студијама богословије.
Школовање је наставио у Сремским Карловцима, где је завршио Богословију (1912), у време ректора Јована Вучковића. Године 1911. путовао је на Свету Гору, са групом богослова, које су предводили професори др Иринеј Ћирић и Иван Маширевић, а међу њима је био и Исидор Бајић. Следеће године путовао је са богословима у Русију, а предводио их је, такође, Иринеј Ћирић.
Током школовања бавио се соколским радом. Био је један од организатора и учесника соколских слетова у Раваници-Врднику, а учествовао је и на соколском слету у Софији (1910).
Епископ Мирон Николић рукоположио га је за ђа ко на (16. новембра) и презвитера (17. новембра) 1913. у придворној капели у Пакрацу и поставио га за протопрезвитерског помоћника (капелана). Средином следеће године постављен је и за администратора парохије у Пакрацу. Први светски рат је провео у кућном притвору, на који је био приморан од стране мађарских власти, због свог родољубља.
У Нови Сад је дошао по завршетку рата и од 1. јануара 1919. године постављен је за капелана у Саборној цркви. Ову дужност обављао је уз проту Милана Ћирића. Године 1921–1923. био је администратор парохије у Кисачу.
После смрти проте Миросављевића, изабран је за пароха успенског. Као парох био је омиљен код својих парохијана, који су га волели и ценили као правог народног свештеника, који је умео и знао да буде прави пастир, јер је био дете сиромашних родитеља, па у свом односу према верницима није правио разлику.
Као успенски парох био је, истовремено, и катихета у основној школи „Војвода Степа Степановић“ (Салајка), Вежбаоници женске учитељске школе и Јеврејској школи. Био је члан Скупштине Српске православне општине новосадске и члан градског већа.
Био је председник Српског занатлијског певачког друштва „Невен“ од 1934. до 1937.
Познати су бројни његови радови из области карловачког пјенија. Приредио је „Споменицу Светоуспенске цркве“ поводом прославе 200-годишњице. Такође је сакупљао, стављао у ноте и сачувао од заборава преко 2.000 старих градских песама и романси из IX и почетка XX века. Сарађивао је у предратним листовима („Дан“ и др.). 
Одликован је Орденом Југословенске круне IV реда (1934), достојанством протонамесника (1935), правом ношења црвеног појаса, а касније и достојанством протојереја. 
Током Другог светског рата био је изложен репресији мађарских власти. 
Прота Алимпије се сматра првом личношћу грађанског Новог Сада која је стала на страну НОП-а. Постоје индиције да се почетком јануара 1942. састао са руководиоцем овог покрета за Бачку, Светозаром Тозом Марковићем. Првог дана Рације, јануара 1942, одведен је у Спомен дом, али је поново избегао смрт. 
Међутим, највећи ударац доживео је када му је, новембра 1943, као учесник НОП-а, у борби са окупатором, код Бачке Паланке, погинуо син Живко. Током завршне године рата често су у његовој кући одржавани илегални састанци комитета КПЈ и СКОЈ-а јер је протина ћерка Мара била удата за Николу Петровића, познатог комунисту.
Као парох Успенске цркве, Алимпије Поповић је покушао да попише суграђане, своје парохијане страдале у новосадској рацији и уопште у Другом светском рату. Први је одржао помен тим жртвама 21. јануара 1943. 
На дан ослобођења Новог Сада, 23. октобра 1944, преузео је власт, предату од стране партизанских јединица, као први председник Народноослободилачког одбора, односно као први градоначелник и на тој дужности остао је до 1949. године. 
Прота Алимпије је, иначе, био 40. градоначеник Новог Сада, а први после Другог светског рата. Пре њега на том месту био је др Милош Петровић од 1939. до 1941. године, а Поповића је после пет година заменио Душан Иброчкић, и он је био градоначелник од 1949. до 1951. 
Као градоначелник, током 1945. године, присуствовао је отварању понтонског моста на Дунаву код Новог Сада (27. маја), затим дочеку Штаба Прве бугарске армије са командантом Владимиром Стојчевим (12. јуна), отворио је Свечану академију поводом прославе годишњице ослобођења Новог Сада (23. октобра) и присуствовао отварању прве продавнице Народног магазина, познатијег као "Нама" (17. новембра). 
Алимпије Поповић је био посланик у Народној скупштини Србије у којој је, априла 1947. године, предложио да се у први петогодишњи план унесе изградња Канала Дунав-Тиса, чији је идејни творац био његов друг из школских дана инж. Никола Мирков. Током јесени исте године у Скупштини АП Војводине заложио се да се капитални пројекат овог канала продужи и на деоницу Тиса-Дунав.
На оснивачкој скупштини Удружења српског православног свештенства, одржаној децембра 1947, изабран је за првог председника Главног одбора и са те позиције се залагао за демократизацију црквене организације и ту је остао активан до 1955. године. Aлимпије Поповић заслужан је за социјално збрињавање свештеника, јер је приликом посете делегације Удружења председнику Југославије Јосипу Брозу Титу предложио да се социјално и пензионо осигурање прошири и на православно свештенство, што је убрзо и прихваћено и тако је остало законски регулисано до данас. 
Умро је у Новом Саду где је и сахрањен на Аламшком гробљу. 
У Новом Саду једна улица на Клиси носи његово име. Музеја града Новог Сада и издавачко предузеће "Прометеј " издали су књигу "Успомене проте Алимпија Поповића" 2017. године када је организована и изложба о њему.

## Галерија
- Кућа у Југ Богдановој на месту где је рођен Алимпије Поповић
- Гробно место на Алмашком гробљу где је сахрањен прота Алимпије Поповић